# Ziva

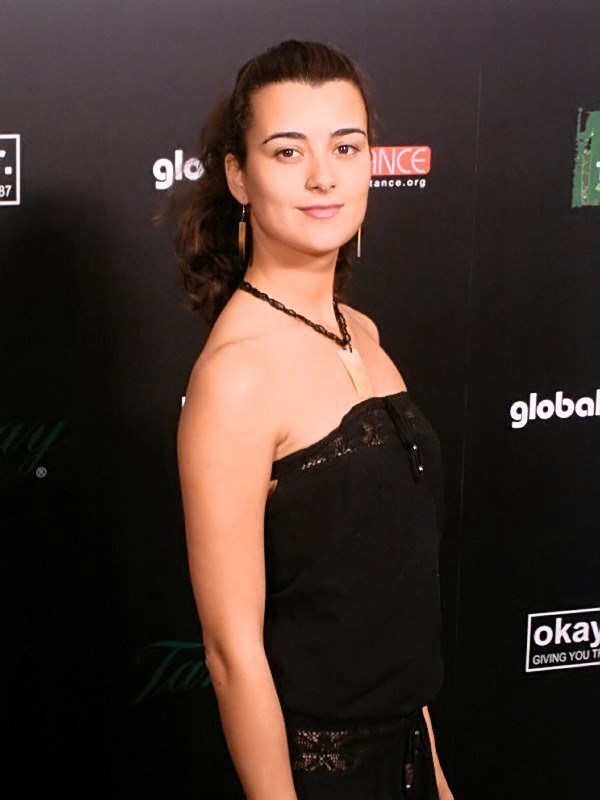
Cote de Pablo, mogelijk de oorzaak van de groeiende populariteit van de naam Ziva

Ziva is een meisjesnaam. De naam is afkomstig uit het Hebreeuws. Het is de vrouwelijke verlatijnste vorm van Ziv. De naam betekent dan uitstraling, glans of licht van God.
Volgens het Meertens Instituut bereikte de naam rond 2011 een hoogtepunt. Voor 2008 kregen in Nederland in totaal 10 meisjes deze naam in 18 jaar tijd. In 2008 waren het er 30 en in 2009 28. In 2010 waren het er 48 en in 2011 kregen 52 meisjes deze naam. Een mogelijke oorzaak van de groeiende populariteit was de televisieserie NCIS, waarin actrice Cote de Pablo het personage Ziva David speelde.